# 玲瓏屋

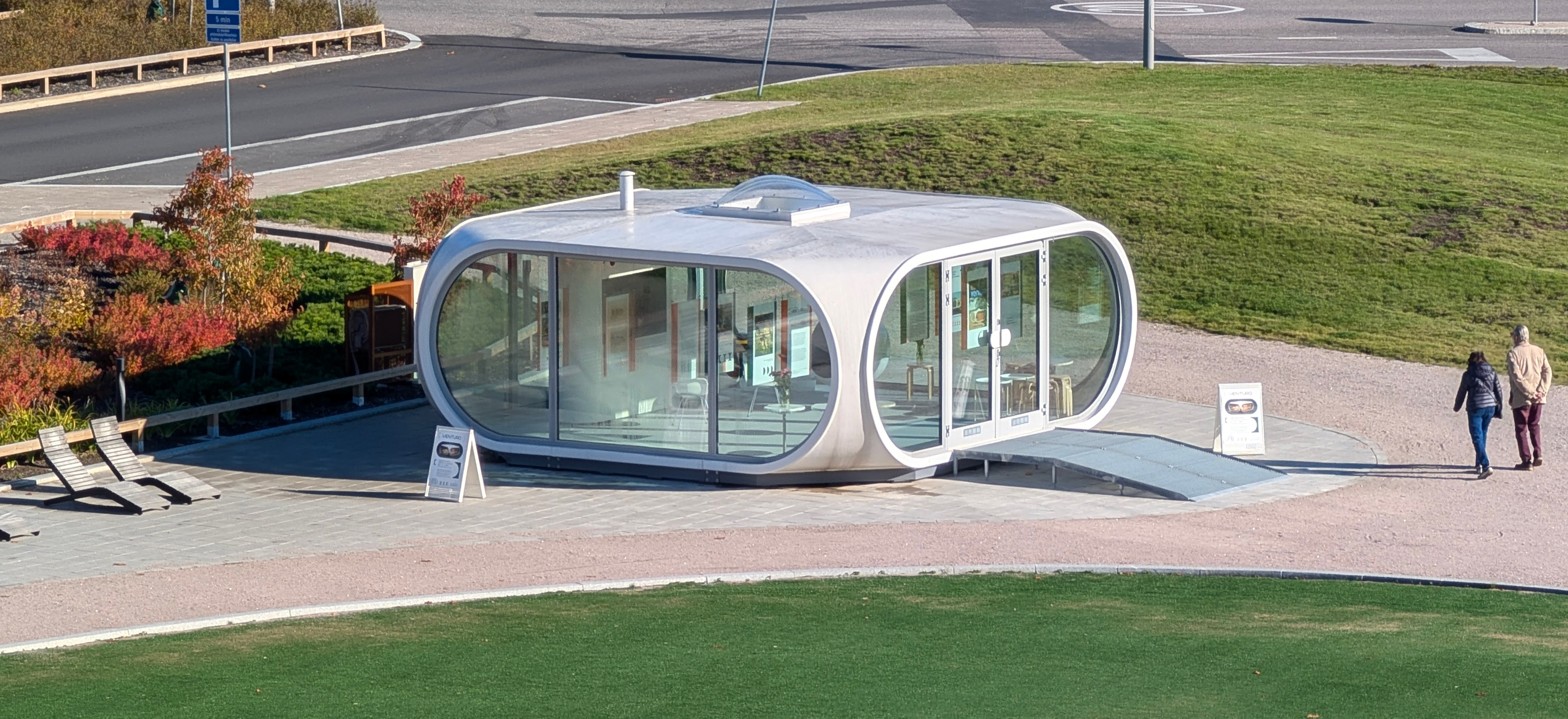
修復完成的CF-45，目前於芬蘭埃斯波市塔皮奧拉区展出，攝於2024年

玲瓏屋（英語：Venturo）是一款由芬蘭建築師馬蒂·薩羅內於1971年設計的預製組件建築。該建築主要使用玻璃纖維增強塑膠、聚酯-聚氨酯與壓克力玻璃等材料製成。

## 概要

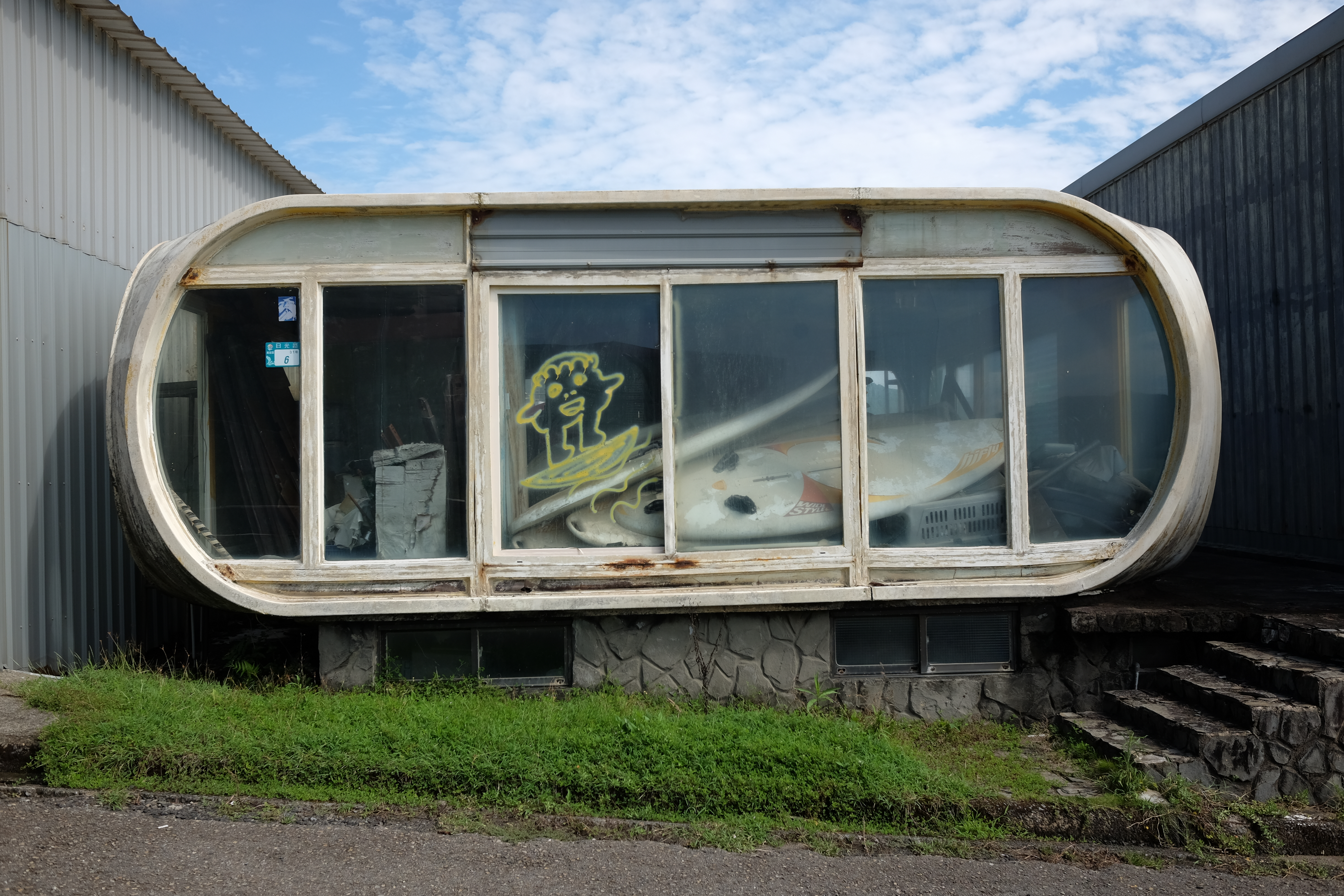
被廢棄的玲瓏屋，位於臺灣的翡翠灣太空玲瓏屋

1960年代末，薩羅內以其圓頂造型的「飛碟屋」（Futuro）成名，隨後他著手設計另一款適用於週末度假的小型住宅。玲瓏屋為其「芬蘭之家系列」（Casa Finlandia）的一部分，型號為CF-45，其他型號還包括CF-100/200（1969年）與CF-10（1970年），數字代表其樓地板面積（平方米）。
玲瓏屋原本被構想為週末小屋或度假用平房，但實際上亦曾作為小型商店、零售亭與加油站使用。其設計授權曾銷售至23個國家，其中芬蘭當地僅生產約20棟。大多數玲瓏屋作為私人住宅使用，少數則作為商業用途。其中三棟曾出口至瑞典，用作BP石油公司的加油站。
然而，隨著1973年爆發第一次石油危機，芬蘭的原始製造商Oy Polykem Ab最終僅製造了19棟，儘管其設計授權已售予全球23家公司，部分據信也曾於日本生產。

## 設計
玲瓏屋是一種具備模組化結構、良好隔熱性能且便於搬運的建築系統。其牆面與屋頂由雙層玻璃纖維構成，內含約2英吋厚的聚氨酯泡棉作為隔熱層；地板則使用夾板製成。建築總樓地板面積為45平方米，總重約4公噸。出廠時分為兩個模組：其中一個包含浴室、廚房與桑拿間，另一模組則為主要生活空間。
屋頂與轉角採用大型雙層玻璃纖維模組，外層塗有白色凝膠塗層，內部填充隔熱泡棉。地板結構採用由海事級膠合板與木材組成的保溫複合樑結構，表面再以玻璃纖維模塑外殼包覆。外牆採預塗鋁板，立面配備預製的陽極處理鋁框，提供多種色彩選項。窗戶可選用單層或雙層玻璃，亦有隔熱版本可供選擇。

## 保存

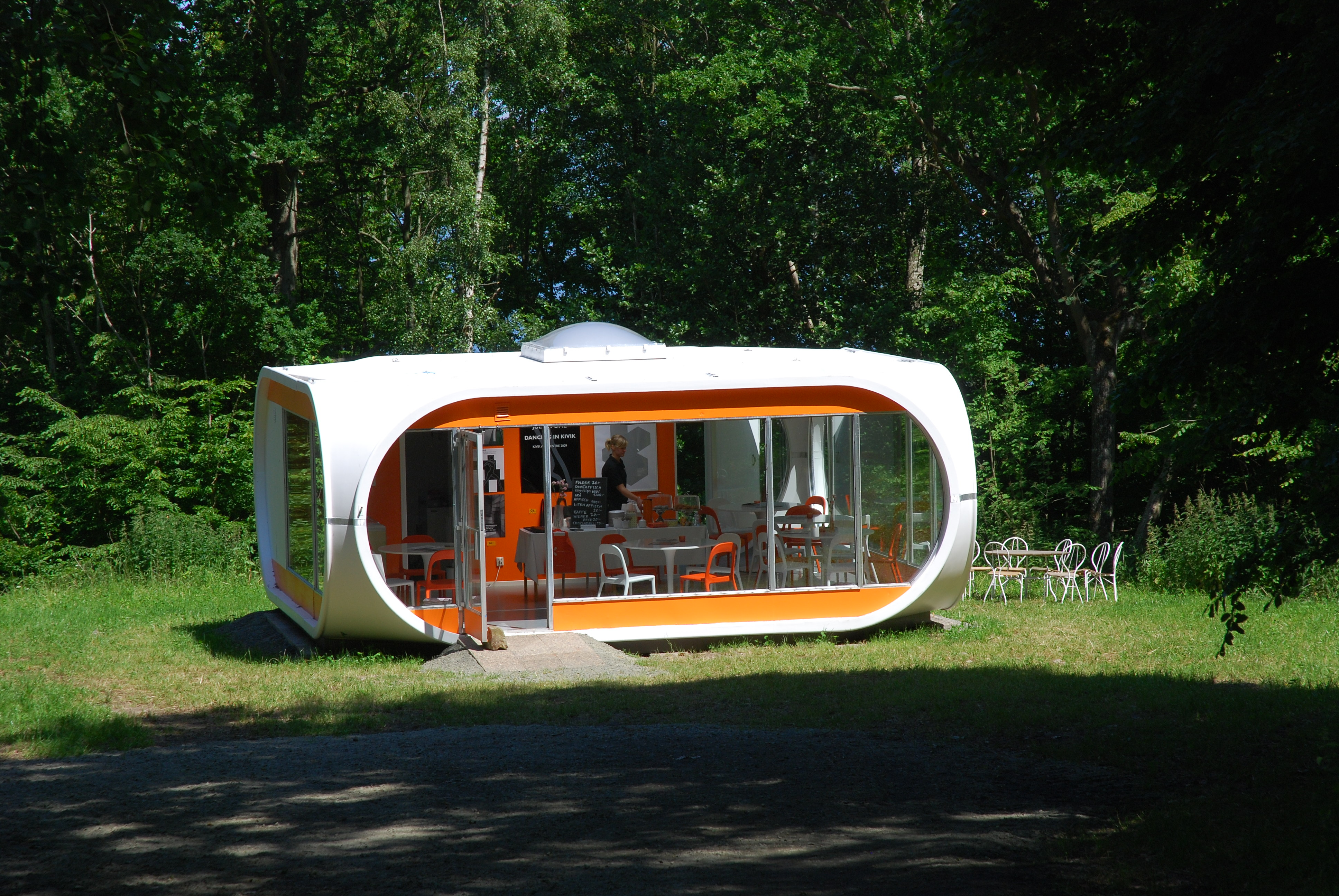
位於瑞典基維克藝術中心的玲瓏屋

現今僅存的玲瓏屋數量不多，一棟位於瑞典的玲瓏屋目前作為基維克藝術中心（Kivik Art Centre）內的咖啡廳使用，該者在2009年被重新修繕並安置在其園區公園內。
2019年，位於芬蘭埃斯波的WeeGee之家自私人藏家購入一座曾用作伊洛曼齊地區加油站的玲瓏屋。該建築於2019年秋季展開修復工程，並於2021年夏季作為展覽項目之一重新對外開放。該建築編號為CF-45，與2012年開放參觀的飛碟屋001共同展出。

## 另見
- 翡翠灣太空玲瓏屋

## 外部連結
- futurohouse.com - 飛碟屋及玲瓏屋研究網站